# فرهنگ تگزاس

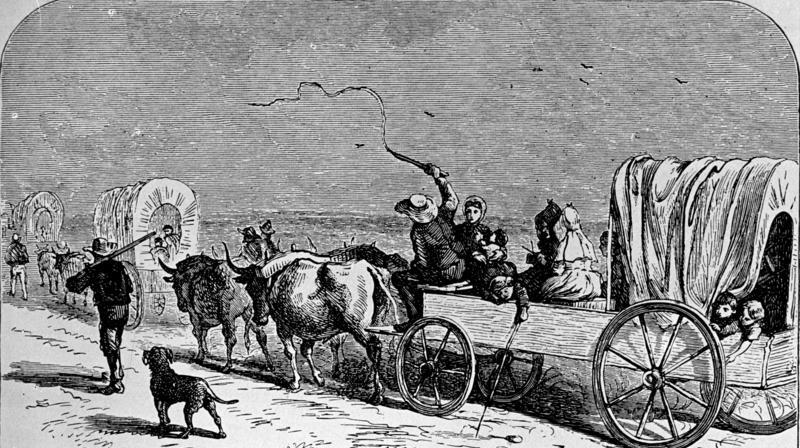
در این تصویر به سال ۱۸۴۴، آلمانی‌های مهاجر به سمت تگزاس در حرکتند. آنان در شهرهایی نظیر نیوبرانزفلس و فردریکسبرگ سکنت گزیدند و تا به امروز فرهنگ منطقه را تحت تأثیر قرار داده‌اند.

فرهنگ در تگزاس متاثر از چندین قوم و نژاد مهاجری است که در طی سالیان در این منطقه سکنت گزیده‌اند. تگزاس از نظر فرهنگی، تقاطع فرهنگهای ملل اسپانیایی، مکزیکی، انگلیسی، و فرانسوی است.فرهنگ تگزاس با مهاجرت قابل توجهی از شمال و غرب آمریکا شکل گرفته است که با همسایگان شرقی آن در جنوب عمیق متفاوت است. با خرده فرهنگ های مختلف بسیار متنوع در نظر گرفته می شود. این شامل تأثیرات منطقه‌ای و فرهنگی از جوامع تگزاس آلمان، تجانوس، کاجون‌ها، ایرلندی، آفریقایی آمریکایی، و سفیدپوستان انگلیسی-جنوبی است که قبل از دوران جمهوری و ایالت‌سازی تأسیس شده‌اند

## تقاطع فرهنگی
در حالیکه مناطق جنوب و غرب تگزاس (شهرهای سن آنتونیو، ال پاسو، کورپس کریستی، لاریدو، و غیره) جلوهٔ ایالت‌های جنوب غربی آمریکا را دارد، مناطق شمال و شرق تگزاس (دالاس و حومه، لاباک، آماریلو، ویکو، میدلند، و غیره) از نظر فرهنگی بیشتر شباهت به ایالت‌های جنوبی آمریکا دارد. شهرهای آستین و هیوستون به دلیل خلط بیش از حد این فرهنگ‌ها، حالتی مختلط و کازموپالیتن به خود گرفته‌اند.
تگزاس در تاریخ خود زیر ۶ پرچم مختلف زیسته‌است، و همین امر باعث پدیدار گشتن تنوع منحصر بفردی در چشم‌انداز فرهنگی آن گشته. از یک طرف، تگزاس خانه و کاشانهٔ کاوبویان و گاوچران‌های درازشاخان تگزاس است، و از طرفی آوای ال ماریاچی و رقص سینکو دی مایو در آن به وفور به گوش می‌رسد. و از طرف دیگر، برخی شهرها همانند نیو برانزفلز و فردریکسبرگ میراث اجداد آلمانی، و شهرهای کستورویل میراث فرانسوی خود را حفظ کرده‌اند.

## نگارستان

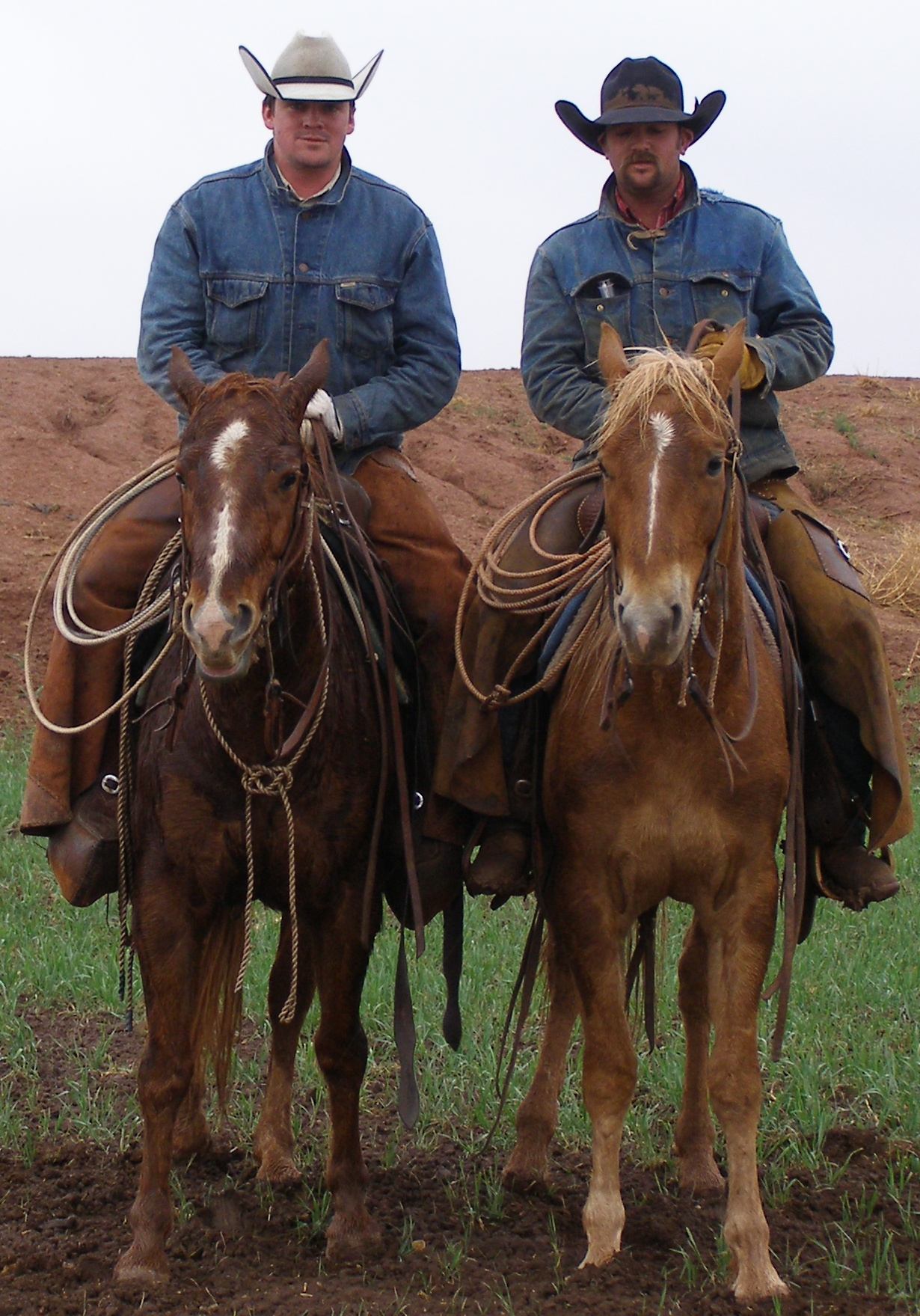
دو کاوبوی تگزاسی
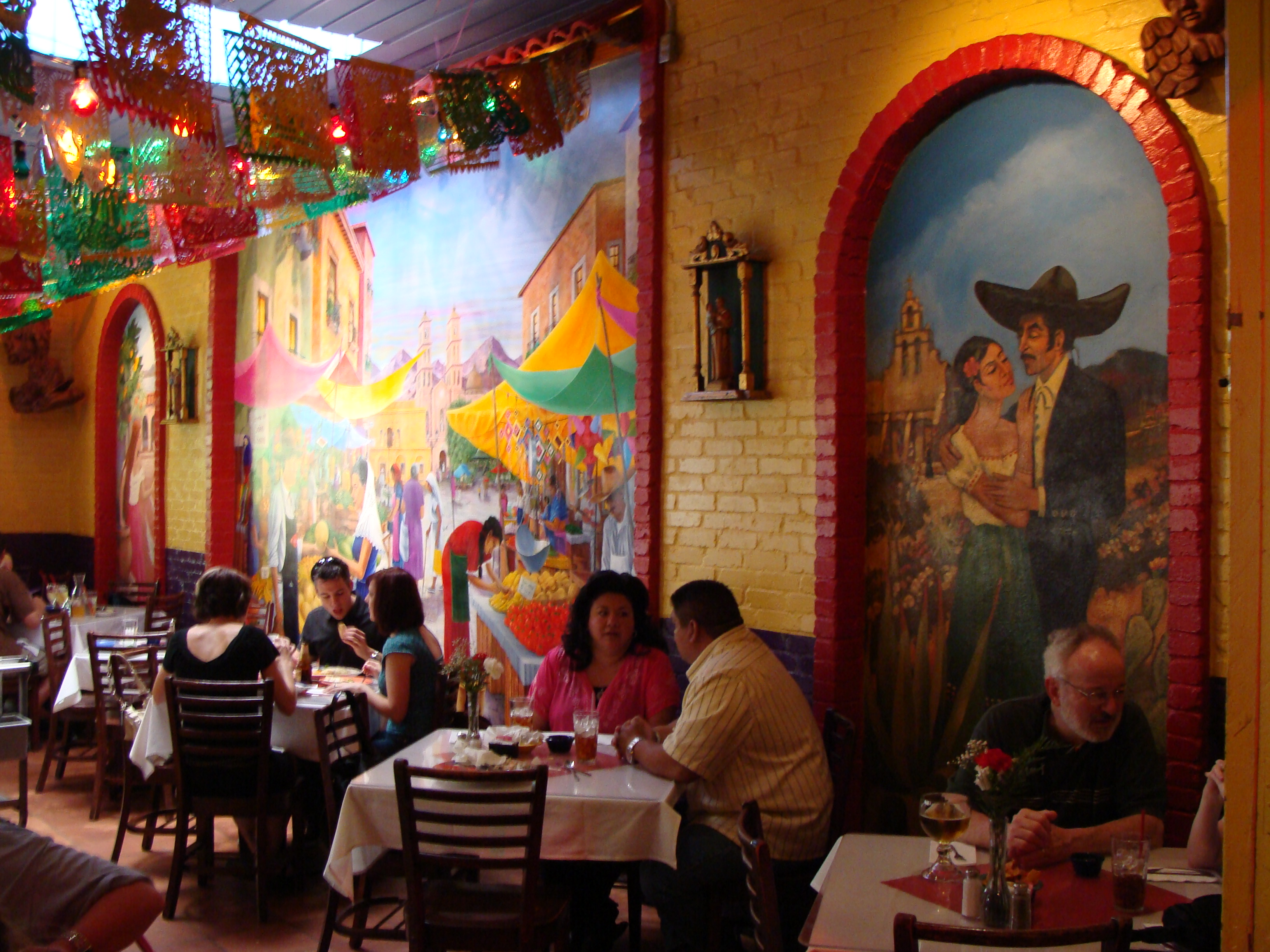
یک رستوران در تگزاس
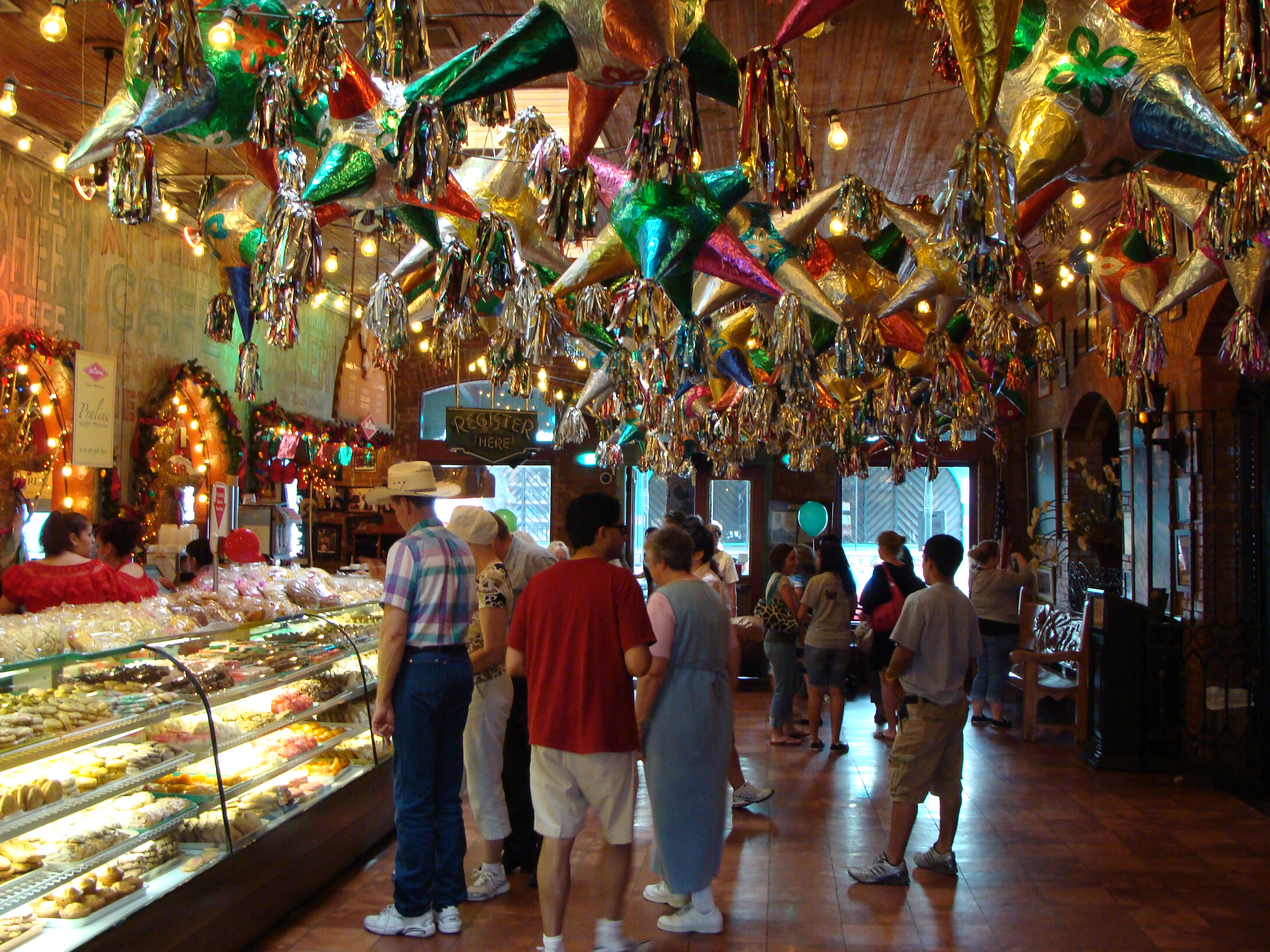
یک قنادی با پینیاتا‌های آویزان
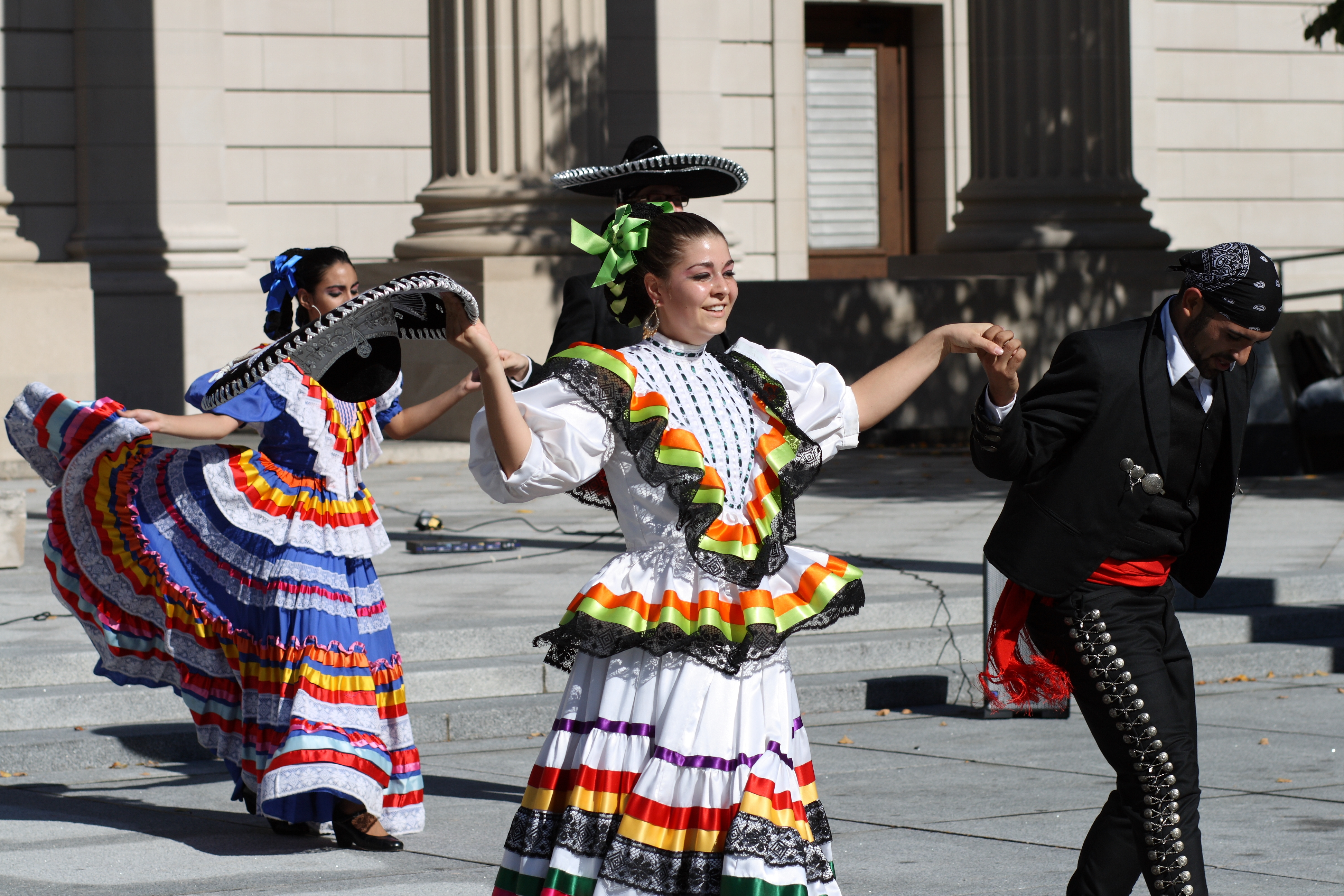
فولکلوریکو از سبک‌های رقص سنتی در تگزاس است.

## جستارهای دیگر
- مؤسسه فرهنگ‌های تگزاس
- فیستا سن آنتونیو
- سینکو دی مایو
- فیستا نوچه دل ریو
- جنوب از طریق جنوب‌غربی